# Єлівська сільська рада
Єлівська сільська рада (Елівська сільська рада) — колишня адміністративно-територіальна одиниця та орган місцевого самоврядування в Малинському районі Коростенської і Волинської округ, Київської та Житомирської областей Української РСР з адміністративним центром у селі Єлівка.

## Населені пункти
Сільській раді на час ліквідації були підпорядковані населені пункти:
- с. В'юнище
- с. Горинь
- с. Єлівка
- с. Нянівка

## Історія та адміністративний устрій
Створена 21 жовтня 1925 року в складі с. Елівка (згодом — Єлівка), хуторів Берестяне, В'юнище (Нянівське В'юнище), Горень (згодом — Горинь), Здрівля та колонії Мокрець Нянівської сільської ради Малинського району Коростенської округи. 17 грудня 1926 року в підпорядкуванні значиться х. Червоний Хутір. Станом на 1 жовтня 1941 року с. Здрівля, хутори Берестяне, Червоний Хутір та кол. Мокрець не числяться на обліку населених пунктів.
Станом на 1 вересня 1946 року сільська рада входила до складу Малинського району Житомирської області, на обліку в раді перебували села Горинь, Єлівка та хутори В'юнище і Ферма лісгоспу.
11 серпня 1954 року, внаслідок виконання указу Президії Верховної ради УРСР «Про укрупнення сільських рад по Житомирській області», до складу ради включене с. Нянівка ліквідованої Нянівської сільської ради Малинського району. Після 1954 року х. Ферма лісгоспу не значиться на обліку населених пунктів.
Ліквідована 14 березня 1960 року, відповідно до рішення Житомирського облвиконкому № 227 «Про зміни в адміністративно-територіальному поділі сільських рад Малинського району», територію та населені пункти приєднано до складу Березинської сільської ради Малинського району Житомирської області.